# Vojna četrte koalicije
Četrta koalicija se je med letoma 1806 in 1807 borila v vojni proti Napoleonovemu Prvemu francoskemu cesarstvu. Koalicija je bila poražena.
Med državami v koaliciji so bile Prusija, Rusija, Kraljevina Saška, Švedska in Združeno kraljestvo Velike Britanije in Irske. Več članic koalicije se je pred tem borilo proti Franciji v vojni tretje koalicije in med vojnama ni bilo miru. 9. oktobra 1806 se je Prusija pridružila novi koaliciji, saj se je bala, da Francija postaja močnejša, potem ko je premagala Avstrijsko cesarstvo in ustanovila Rensko konfederacijo. Prusija in Rusija sta se pripravili na novo kampanjo. Pruske čete so se premaknile na Saško.
14. oktobra 1806 so Francozi v bitki pri Jeni-Auerstadtu premagali prusko vojsko. Nato so francoske sile zasedle Prusijo in zavzele Berlin. Kasneje so napredovale proti Poljski in Rusiji. 7. in 8. februarja 1807 sta se francoska in ruska vojska spopadli v bitki pri Eylauu. Jasnega zmagovalca ni bilo. 14. junija 1807 so Francozi premagali Ruse v bitki pri Friedlandu. Julija 1807 je Francija sklenila mir z Rusijo, s čimer se je vojna končala. Napoleon je tako postal vladar večine zahodne in srednje Evrope. Izjeme so bile Španija, Portugalska, Avstrija in nekaj manjših držav. Te so lahko ostale neodvisne.
Čeprav se je četrta koalicija končala, je Velika Britanija ostala v vojni s Francijo. Kasneje istega leta se je začela polotoška vojna v Iberiji.